# Promachus gossypiatus
Promachus gossypiatus är en tvåvingeart som beskrevs av Speiser 1910. Promachus gossypiatus ingår i släktet Promachus och familjen rovflugor. Inga underarter finns listade i Catalogue of Life.